# El espejo de la producción
El espejo de la producción o La ilusión crítica del materialismo histórico (en francés: Le miroir de la production: ou, L'illusion critique du matérialisme historique) es un libro publicado en 1973 por el sociólogo francés Jean Baudrillard. 
Es una crítica sistemática del marxismo. La tesis de Baudrillard es que la teoría del materialismo histórico de Karl Marx está demasiado arraigada en supuestos y valores de la economía política para proporcionar un marco para la acción radical. La falla del marxismo está, para el autor, en priorizar los mismos conceptos que fundaron el capital, por ejemplo, la necesidad, el valor y el trabajo.
Para Baudrillard, Marx no trascendió la economía política sino que simplemente vio su reverso o su lado «espejo». El marxismo simplemente fortalece las proposiciones básicas de la economía política, en particular la idea de que la autocreación se realiza a través del trabajo productivo no alienado. En palabras de Baudrillard, «[el marxismo persuade] a los hombres de que son alienados por la venta de su fuerza de trabajo, censurando así la hipótesis, mucho más radical, de que podrían serlo en tanto que fuerza de trabajo». Baudrillard propone liberar a los trabajadores de su «valor laboral» y pensar en términos distintos de la producción.